# Comité d'action pour le renouveau
Le Comité d'action pour le renouveau (CAR) est un parti politique de l'opposition au Togo. Dodji Apévon a dirigé le parti depuis 2008; auparavant, il était dirigé par Yawovi Agboyibo, de 1991 à 2008. Le parti est cofondé par Gahoun Georges Hégbor

## Histoire
Le Front des associations pour le renouveau, dirigé par Agboyibo, a été transformé en CAR en avril 1991  Lors des élections législatives de février 1994, le CAR a initialement remporté 36 sièges, plus que tout autre parti, y compris le Rassemblement du peuple togolais (RPT) au pouvoir, qui a remporté 35 sièges,. Le CAR et son allié, l' Union togolaise pour la démocratie (UTD), ont proposé Agboyibo comme Premier ministre. Cependant, les résultats dans trois circonscriptions ont ensuite été invalidés, privant le CAR de deux sièges et l'UTD d'un, et les deux partis ont décidé de boycotter l'Assemblée nationale. Après que le chef de l'UTD, Edem Kodjo a été nommé Premier ministre, le CAR a choisi de ne pas participer à son gouvernement, affirmant que l'UTD avait violé l'accord des deux parties; cependant, après que les élections partielles pour les sièges invalidés aient été retardées, le CAR a décidé de mettre fin à son boycott de l'Assemblée nationale. Il a annoncé un autre boycott le 7 novembre 1994, au sujet de la question des élections partielles  mais a finalement mis fin au 22 août 1995, après qu'un accord ait été conclu avec le gouvernement sur la création d'une commission électorale indépendante. Un député a quitté le CAR en avril 1996, et un autre en octobre 1996, réduisant son nombre de sièges à 32. Le parti a boycotté un vote de l'Assemblée nationale concernant la Cour constitutionnelle en décembre 1996 et un autre vote en septembre 1997 concernant l'adoption d'un code électoral; dans ce dernier cas, il l'a fait pour protester contre la rétention par le gouvernement d'un rapport d'une mission de l'Union européenne sur le processus électoral au Togo.
Le CAR a boycotté les élections législatives de mars 1999 et les élections législatives d'octobre 2002 . Agboyibo était le candidat du parti à l' élection présidentielle de juin 2003, prenant la troisième place avec 5,1% des voix. Le CAR a soutenu Emmanuel Bob-Akitani de l'Union des Forces pour le Changement lors de l'élection présidentielle du 24 avril 2005, où il a obtenu 38,1% des suffrages.
Agboyibo a été nommé Premier ministre du Togo en septembre 2006 à la tête d'un gouvernement d'union nationale en vue des élections législatives. Lors de cette élection, qui s'est tenue en octobre 2007, le parti a remporté quatre (04) des 81 sièges;   il a gagné chacun des trois sièges dans la préfecture de Yoto avec un siège dans la préfecture de Vo .
Le CAR a tenu un congrès ordinaire en octobre 2008 et, lors du congrès, Agboyibo a choisi de démissionner de son poste de président du CAR; il a été remplacé par Dodji Apévon.